# Ennomos apicata
Ennomos apicata är en fjärilsart som beskrevs av Barend J. Lempke 1951. Ennomos apicata ingår i släktet Ennomos och familjen mätare. Inga underarter finns listade i Catalogue of Life.